# Kanał Tałcki
Kanał Tałcki (rzadziej Kanał Tałteński) – kanał mazurski łączący jezioro Tałtowisko z jeziorem Tałty. Przechodzi przez niego droga wodna z Ruciane-Nida, Piszu i Mikołajek do Węgorzewa (przez Giżycko).
Kanał został wykopany w XVIII, jednak w 1789 roku wraz z okolicznymi kanałami przestał on funkcjonować. Podczas wojen napoleońskich został całkowicie zniszczony. Kanał odbudowano w czasie robót publicznych realizowanych w latach 1854–1857.
Kanał ma 1620 metrów długości, 12 metrów szerokości i średnio ok. 2 metrów głębokości. Jego brzegi zostały wybetonowane podczas jedynego od II wojny światowej remontu w latach 50. Na obu brzegach biegnie (częściowo zniszczona) ścieżka do burłaczenia.

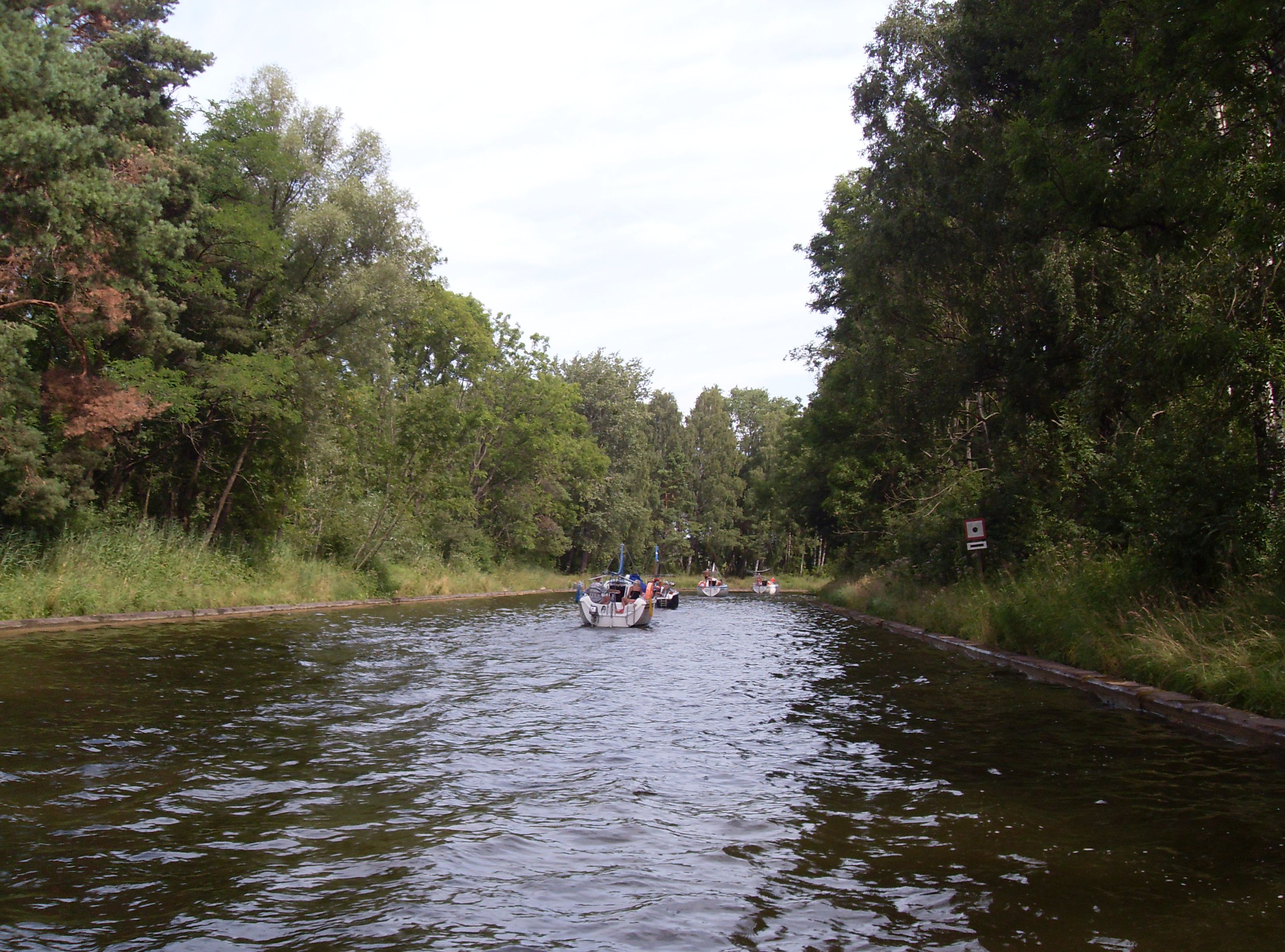
Spływ Kanałem Tałckim

Zgodnie z Rozporządzeniem Rady Ministrów z 2002 r. ws. klasyfikacji śródlądowych dróg wodnych, kanał ma klasę żeglowną Ia. Na Mapie Podziału Hydrograficznego Polski kanał jest odcinkiem Pisy o identyfikatorze cieku 138715, nazwie Kanał Tałcki od jez. Tałtowisko do jez. Tałty i identyfikatorze MPHP10 2641799. W planie gospodarowania wodami na obszarze dorzecza Wisły z 2011 został włączony do naturalnej jednolitej części wód PLRW200025264199 (Pisa od wypływu z jez. Kisajno do wypływu z jez. Tałty (EW. + z jez. Niegocin, Ryńskie)). Znajduje się na obszarze chronionego krajobrazu Krainy Wielkich Jezior Mazurskich.

## Przebudowa kanału
W listopadzie 2018 roku Urząd Marszałkowski Województwa Warmińsko-Mazurskiego oraz Państwowe Gospodarstwo Wodne Wody Polskie rozpoczęły proces modernizacji dróg wodnych na Mazurach, w ramach których kanał został przebudowany, a jego brzegi umocnione betonowymi opaskami. Remont kanału zakończył się w 2022 roku. Koszt przebudowy kanału Tałckiego, Mioduńskiego i Grunwaldzkiego oszacowano na ok. 65 mln PLN.

## Okolice
Przez kanał przechodzi droga ze Skorupek do Tałt. Most drogowy znajduje się na 100. metrze od strony jeziora Tałtowisko.